# Kamper Liedboek
Kamper Liedboek  is een liedboek/liederbundel uit de 16e eeuw, dat gedeeltelijk en bij toeval teruggevonden is in het Stadsarchief Kampen in 1882. Het wordt beschouwd als het oudste muzikale boek dat gewijd is aan Nederlandse polyfone liederen.

## Herontdekking en Geschiedenis

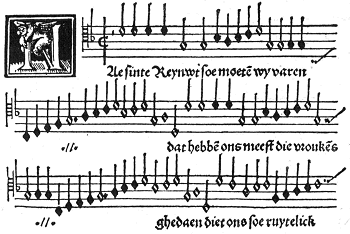
Kamper Liedboek:Partitude Nae sinte Reijnuut soe moeten wij varen

Het Kamper liedboek werd teruggevonden, omdat het boek:"Repertorium" van toenmalig stadssecretaris Reinier Bogerman uit 1542                                             waar het bij in zat opnieuw gekaft moest worden De toevalstreffer werd ontdekt in 1882 doordat de partitudes waren gebruikt als kaftvulling voor een ander boek. Een van de 17 liederen waren de alt- en baspartijen van het liedje: Nae sinte Reijnuut soe moeten wij varen. Doordat op die partitute, het drukkersmerk van Peter Schoeffer de jongere gevonden is, kwam men bij deze drukker uit. Deze drukker heeft gewerkt in Mainz,in Worms en uiteindelijk in Straatsburg. De teksten uit het Kamper Liedboek hadden veel overeenkomsten met een boek van Nederlandse liederen dat gepubliceerd was in Frankfurt door Christian Egenolff (1502-1555)
Volgens het laatste onderzoek van David Fallows en de huidige bibliografie van de muzikale edities van Egenolff door de Royston Gustavson, lijkt het erop dat:
het Kamper liedboek is waarschijnlijk in Nederland gedrukt door een ongeïdentificeerde drukker. Waarschijnlijk werd het gedrukt in Antwerpen rond 1530-1535 en lijkt het er dus  eerder op dat de  Egenolff-editie een kopie van Kamper Liedboek is en niet andersom (wat men eerder dacht). De stukken werden in dezelfde volgorde gepresenteerd.

## Inhoud
Het liedboek bestaat uit een aantal complete en een aantal incomplete liederen. Het boek hoorde te bestaan uit 37 Liederen. Tegenwoordig zijn er daar 12 van compleet,5 incompleet en de overige  20 zijn verdwenen. Bij de herdruk in 1966 zijn er 14 liederen overgenomen van de overgeleverde katernen.
De in het Kamper liedboek vertegenwoordigde componisten zijn anoniem, zoals ook in het exemplaar van Egenolff is beschreven.De concordanties kunnen worden toegeschreven aan componisten Benedictus Appenzeller, Lupus Hellinck, Johannes Ghiselin, Heinrich Isaac, Pierre de la Rue, Jacob Obrecht of Nicolas Liégeois. Deze verzameling markeert het begin van een reeks edities gewijd aan Nederlandse polyfone liederen, waaronder werken die gepubliceerd door Tielman Susato in Antwerpen, Jacob Baethen in Maastricht en Pierre Phalèse in Leuven.